# Мелячиха
Мелячиха (укр. Мелячиха, до 2016 г. — Петровское) — село,
Павловский сельский совет,
Белопольский район,
Сумская область,
Украина.
Код КОАТУУ — 5920686607. Население по переписи 2001 года составляло 96 человек.

## Географическое положение
Село Мелячиха находится на левом берегу реки Павловка,
выше по течению на расстоянии в 2 км расположено село Павловка,
ниже по течению на расстоянии в 3 км расположено село Речки.

## Экономика
- Молочно-товарная ферма.